# Jack et Jim
Jack et Jim er en fransk stumfilm fra 1903 af Georges Méliès.